# Черета (Виченца)
Черета је насеље у Италији у округу Виченца, региону Венето.
Према процени из 2011. у насељу је живело 59 становника. Насеље се налази на надморској висини од 160 м.